# Kathedrale von Patti

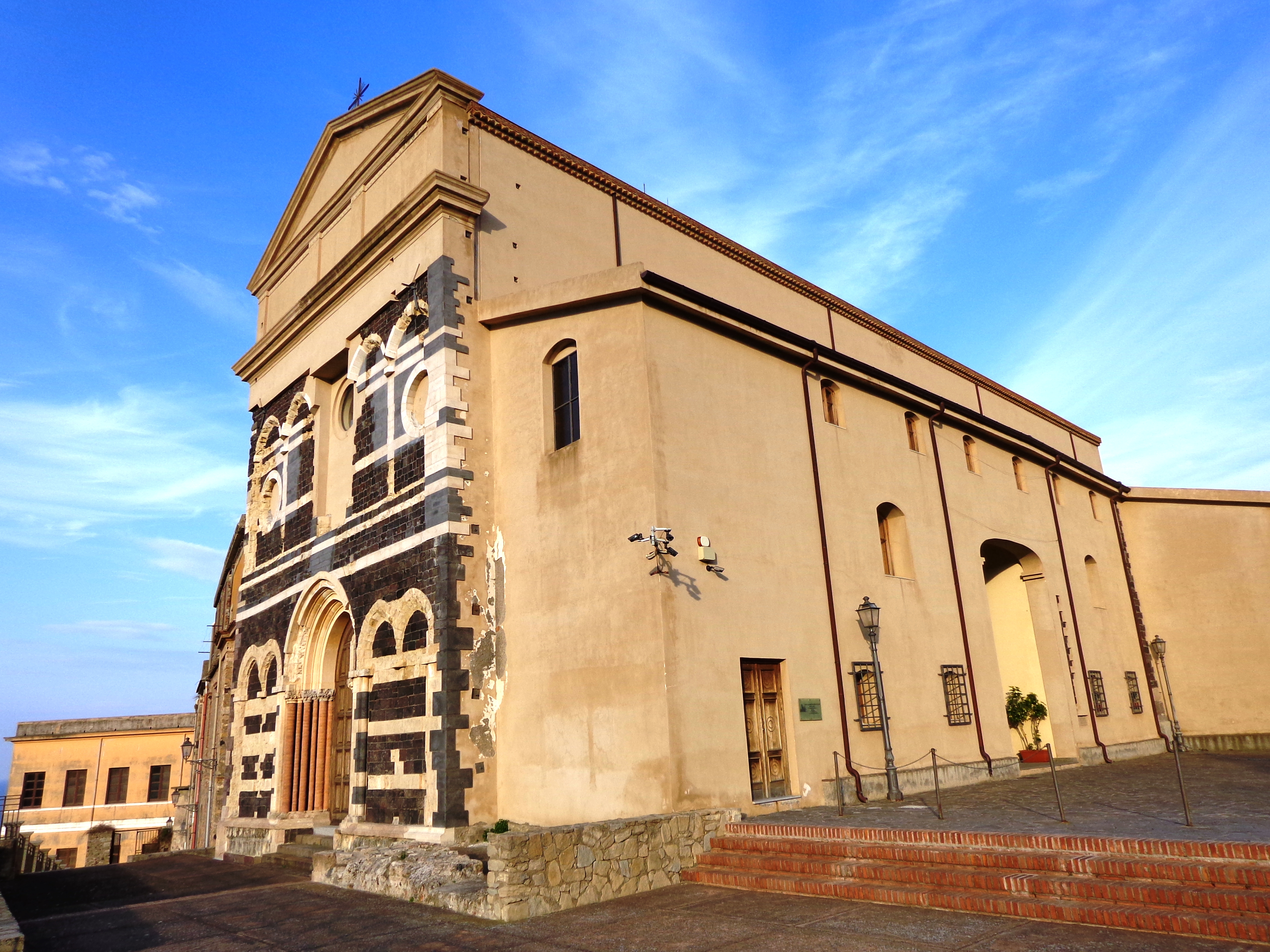
Kathedrale von Patti

Die Kathedrale San Bartolomeo in Patti ist die Kathedrale des Bistums Patti, einer Diözese der Kirchenprovinz Messina in der Kirchenregion Sizilien der Römisch-katholischen Kirche.
Die Kirche ist in normannischer Zeit entstanden, nach dem Erdbeben von 1693 musste sie fast vollständig neu gebaut werden. Der Glockenturm aus dem Jahre 1588 blieb jedoch erhalten. Im rechten Arm des Transepts befindet sich das Grab der Gräfin Adelasia von Sizilien († 1118), der Mutter Rogers II., die in einem Renaissancesarkophag liegt.